# Štikovská lípa
Štikovská lípa je jednou z pětice památných lip jižního výběžku CHKO Železné hory. Podobně jako u ostatních se i její věk přehoupl přes polovinu tisíciletí a jako u většiny z nich jde o dlouhověkou lípu velkolistou. V jednom se ale liší. Lípa svojí existencí zastavila šíření lomu Sloupno, který postupně konzumoval přilehlou osadu Štikov. Za tento počin roku 2005 obdržela titul Strom hrdina v celostátní anketě Strom roku.

## Základní údaje
- název: Štikovská lípa, lípa ve Štikově
- výška: 20 m[1]
- obvod: 710 cm[2], 735 cm (1993)[3][1], 737 cm (1997)[3]
- věk: 600 let[2]
- zdravotní stav: 3,5 (1997)[3]
- titul Strom hrdina 2005
- sanace: pravděpodobně ano
- souřadnice: 49°44'1.33"N, 15°45'50.94"E

## Památné a významné stromy v okolí
nejbližší okolí
- Vestecký kaštanovník (2 km)

Z směr
- Žižkův dub (Chotěboř) (zaniklý strom, 8 km)
- Žižkovy duby (Chotěboř) (8 km)

SZ směr
- Lánská lípa (8 km)
- Spálavská lípa (8,5 km)
- Lípa v Lipce (12 km)
- Stará královna z Polomi (jedle s obvodem 580 cm, padla 1903)

S směr
- Jírovce v obci Hluboká (významné stromy, 7,5 km)
- Lípa v Kameničkách (14 km)